# Peregrini
Peregrini (peregryni) – w prawie rzymskim termin stosowany na określenie wolnych osób niebędących obywatelami rzymskimi ani Latynami, niezależnie od tego, czy przebywały one na terytorium Rzymu, czy poza jego granicami. Wśród peregrini wyróżnia się dwie grupy, do których przynależność znacząco determinowała prawa. 
- peregrini certae civitatis ("cudzoziemcy określonej miejscowości") – mieszkańcy gmin, państw, które uznały zwierzchność Rzymu, a w zamian uzyskały autonomię, najczęściej ograniczającą się do własnej administracji i sądownictwa. Peregryni ci nie posiadali ius conubii (prawa zawierania małżeństwa uznawanego przez prawo rzymskie) i ius commercium (prawa obrotu handlowego), mogąc je jednakże uzyskać poprzez nadanie prawa. Nie przysługiwały im prawa polityczne obywateli rzymskich. W kontaktach z obywatelami rzymskimi i Latynami stosowali oni rzymskie ius gentium. Uznani za obywateli na mocy Constitutio Antoniniana w 212.
- peregrini dediticii ("cudzoziemcy, którzy się poddali") – cudzoziemcy, których tereny zostały włączone do Imperium Romanum w wyniku podboju. Byli oni w znacznie gorszej sytuacji niż peregrini certae civitatis. Powodem był fakt ich kapitulacji[1]. Perygryni ci nie posiadali ani praw publicznych, ani prywatnych. Tereny przez nich zamieszkane stawały się gruntem państwowym (ager publicus). Przysługiwały im jedynie niektóre instytucje ius gentium. Na mocy wydanej w 4 r. Lex Aelia Sentia ze statusem peregrini dediticii zrównano tych wyzwoleńców, którzy, będąc jeszcze w stanie niewoli, zostali ukarani za ciężkie przestępstwo lub byli używani do walk cyrkowych (ich sytuacja była pogorszona przez zakaz osiedlania się w Rzymie i w promieniu 100 mil od niego pod rygorem powrotu do stanu niewoli)[2]. Peregrini dediticii nie uzyskali obywatelstwa rzymskiego przez ogłoszenie Constitutio Antoniniana w 212. Nastąpiło to na mocy ustawy wydanej przez cesarza Justyniana w 530[3].